# Lijst van weg- en veldkapellen in Someren
Dit is een onvolledige lijst van veldkapellen in de gemeente Someren. Kapelletjes komen vooral in het zuiden van Nederland voor en werden dikwijls gebouwd ter verering van een heilige.
| Kapel                                    | Adres                       | Plaats        | Bouwjaar  | Architect                                    | Monumentsstatus       | Foto                                               |
| ---------------------------------------- | --------------------------- | ------------- | --------- | -------------------------------------------- | --------------------- | -------------------------------------------------- |
| Maria, Koningin van de Vredekapel        | Herselseweg-Steemertseweg   | Lierop        | 1955      | Fons Crone                                   | Gemeentelijk monument |                                                    |
| Sint Jozefkapel                          | Boerenkamplaan-Heikomstraat | Someren       | 1948      | A. van Heugten, gieterij St. Jozef (Beersel) | Gemeentelijk monument |                                                    |
| Mariakapel (Moeder van Brabantkapel)     | Vaarselstraat               | Someren       | 1939      |                                              | Gemeentelijk monument |                                                    |
| Sint-Lambertuskapel                      | Boerenkamplaan-Brugstraat   | Someren-Eind  | 1995      |                                              |                       | Veldkapel, Boerenkamplaan-Brugstraat, Someren-Eind |
| Onze-Lieve-Vrouw van Fatimakapel         | Coöperatiestraat            | Someren-Eind  | 1956      | Charles Grips (Vught)                        | Gemeentelijk monument |                                                    |
| Wegkapel Moeder v.o. Moeders, Mariakapel | Kerkendijk                  | Someren-Heide | 1948/1950 | Charles Grips (Vught)                        | Gemeentelijk monument | Veldkapel, Kerkendijk, Someren-Heide               |